# Велике очи
Велике очи (енгл. Big Eyes) је америчка биографска драма из 2014. режисера Тима Бертона.
Радња прати сликара Волтера Кина (Кристоф Валц) који је током педесетих и шездесетих година прошлог века био познат по сликама деце великих очију, за које се касније испоставило да су дело његове жене Маргарет (Ејми Адамс). Филм приказује њихов развод, судску парницу и покушаје оба уметника да докажу да су идејни творци слика.
Филм је наишао на претежно позитивне реакције критичара и био је номинован за три Златна глобуса, од којих је освојио једног - за најбољу главну женску улогу у филмској комедији или мјузиклу. Ејми Адамс је за своју изведбу такође била номинован за награду БАФТА у категорији "Најбоља глумица у главној улози".

## Улоге
| Глумац          | Улога        |
| --------------- | ------------ |
| Ејми Адамс      | Маргарет Кин |
| Кристоф Валц    | Волтер Кин   |
| Кристен Ритер   | Ди Ен        |
| Џејсон Шварцман | Рубен        |
| Теренс Стамп    | Џон Канадеј  |
| Дени Хјустон    | Дик Нолан    |